# Złamanie Collesa
Złamanie typu Collesa (ang. Colles' fracture) – typ złamania dystalnej (dalszej) nasady kości promieniowej. Złamanie tego typu jest najczęstszym złamaniem w obrębie nasady dalszej tej kości. Charakteryzuje się wygięciem ku górze i grzbietowym przemieszczeniem dalszego odłamu kości promieniowej. Złamanie Collesa powstaje zazwyczaj w wyniku upadku na wyprostowaną kończynę przy zgięciu grzbietowym w stawie promieniowo-nadgarstkowym i jednoczesnym ustawieniu przedramienia w pozycji nawróconej.
Opisał je Abraham Colles w 1814 roku.